# Microthyris
Microthyris é um gênero de mariposa pertencente à família Crambidae.